# Omer Letorey
Omer Letorey (* 4. Mai 1873 in Chalon-sur-Saône; † 21. März 1938 in Issy-les-Moulineaux) war ein französischer Organist, Chordirigent und Komponist.

## Leben und Werk
Letorey besuchte ab 1887 die Musikschule von Louis Niedermeyer für ein Kirchenmusikstudium. Ab 1891 studierte er am Conservatoire de Paris bei Émile Pessard und François Clément Théodore Dubois; zugleich wurde er Organist an der Kirche Ste-Elisabeth. 1895 gewann er mit der lyrischen Szene Clarisse Harlowe den ersten Premier Grand Prix de Rome.
Nach seinem Studium war Letorey bis 1922 musikalischer Leiter an der Comédie-Française. Außerdem war er ab 1900 als Nachfolger von Edmond Missa Organist an der Kirche St-Thomas-d’Aquin, ab 1903 Kantor und Organist an der Kirche St-Pierre-de-Chaillot und von 1923 bis 1925 Kantor an der Kirche St-Honoré-d’Eylau.
Neben kirchenmusikalischen Werken komponierte Letorey mehrere Schauspielmusiken und Opern. Großen Erfolg hatten seine Schauspielmusik zu Macbeth, die 1914 an der Comédie-Française uraufgeführt wurde, und die Oper Le Sicilien (nach Molière), deren Uraufführung 1930 an der Opéra-Comique mit der Mezzosopranistin Germaine Cernay stattfand.

## Werke
- Schauspielmusik zu Sophonisbe
- Schauspielmusik zu Macbeth von Jean Richepin, UA 1914
- Schauspielmusik zu Riquet à la Houppe
- Schauspielmusik zu Mangeront-ils? von Victor Hugo
- Schauspielmusik zu Juliette et Roméo
- Schauspielmusik zu Le malade Imaginaire von Molière
- Schauspielmusik zu Les Fâcheux von Molière
- Le Brand, sinfonische Dichtung nach Henrik Ibsen
- Cléopâtre, komische Oper
- Le Sicilien ou l’Amour peintre, komische Oper, UA 1930
- L’Œillet blanc, komische Oper
- Valse arabesque für Klavier
- Fleurs sans neige für Klavier
- La Vénitienne für Klavier